# Kiffis
Kiffis település Franciaországban, Haut-Rhin megyében. Lakosainak száma 238 fő (2022. január 1.). Kiffis Wolschwiller, Lucelle, Ligsdorf, Sondersdorf, Raedersdorf, Lutter, Kleinlützel, Roggenburg és Pleigne községekkel határos.

## Népesség
A település népességének változása:
| Lakosok száma | 236  | 248  | 250  | 249  | 245  | 242  | 239  | 238  | 238  |
|               | 2013 | 2015 | 2016 | 2017 | 2018 | 2019 | 2020 | 2021 | 2022 |